# August Wilhelm Ambros
August Wilhelm Ambros (født 17. november 1816 ved Prag, død 28. juni 1876 i Wien) var en østrigsk musikforfatter.
Han måtte efter sin faders ønske gå embedsvejen og blev også i 1840 østrigsk embedsmand; men i stilhed havde han, navnlig påvirket af moderen, en søster til den udmærkede musikhistoriker Raphael Georg Kiesewetter, dyrket musikken og begyndte snart at skrive i Robert Schumanns Neue Zeitschrift für Musik, ligesom han optrådte som komponist. Det var dog først i 1856, at August navn blev almindelig bekendt, da han besvarede Eduard Hanslicks skrift: Vom Musikalisch-Schönen med den lille bog: Die Grenzen der Poesie und Musik, der fremkaldte de heftigste angreb på Ambros, men også skaffede ham mange venskaber, frem for alle Franz Liszts, hvem han tilegnede sin 1860 udgivne, brogede, åndfulde bog Culturhistorische Bilder aus dem Musikleben der Gegenwart, et arbejde, der vakte megen opsigt og blev den nærmeste anledning til, at Ambros fra forlæggerfirmaet F.E.C. Leuckart modtog en opfordring til at skrive en musikkens historie.
Hele resten af sit liv anvendte Ambros på at gøre studier til dette værk, dels i Wiens biblioteker, dels på hyppige rejser til Italien, og til at udarbejde det; desværre nåede han ikke at fuldføre det. 1.-3. bind udkom 1862-68, 4. bind (Palestrinas tid og overgangen til den nyere musik) først efter Ambros død (1878). I et 5. bind har Otto Kade givet et uddrag af Ambros store materialsamling, og Wilhelm Langhans har endelig som en art fortsættelse i to bind meddelt en oversigtsmæssig skildring af musikkens historie i 17., 18. og 19. århundrede. Ambros var imidlertid i 1869 blevet meddirektør ved Prag-konservatoriet, og fra 1872 til sin død var han professor ved konservatoriet i Wien. Hans navn er hovedsagelig knyttet til hans musikhistorie, et af hovedværkerne på dette område; ved siden deraf kan endnu nævnes essaysamlingerne Bunte Blätter (1872 og 74) og af hans talentfulde, men mindre betydende kompositioner 3 messer, et Stabat Mater, en symfoni, en bøhmisk opera, foruden klaver- og sangkompositioner.